# Kinaza fosfoglicerynianowa
Kinaza fosfoglicerynianowa (EC 2.7.2.3) – enzym z klasy transferaz. Bierze udział w glikolizie. Przenosi grupę fosforanową z 1,3-bisfosfoglicerynianu na ADP, tworząc 3-fosfoglicerynian oraz ATP.